# Metrocab

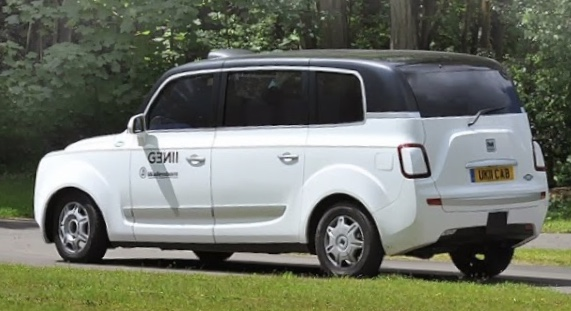
Ecotive Metrocab

Metrocab — британский производитель легковых такси, действующий в 1987—2021 годах. 29 ноября 2021 года компания Ecotive Ltd официально подтвердила закрытие завода.

## Первое поколение (MCW Metrocab; 1987—2006)
Автомобиль MCW Metrocab изначально оснащался дизельным двигателем внутреннего сгорания от модели Ford Transit, с 2000 года автомобиль оснащался турбодизелем Toyota (Metrocab TTT). Колёса взяты от модели Iveco TurboDaily.
Задние фонари взяты от кабриолета Ford Escort. Герцог Филипп эксплуатировал в Лондоне газомоторные модификации.
В 2005—2009 годах автомобиль Metrocab II чёрного цвета эксплуатировался в программе Алексея Куличкова «Такси». 11 января 2009 года он был вытеснен автомобилем Ford Galaxy жёлтого цвета.

### Галерея

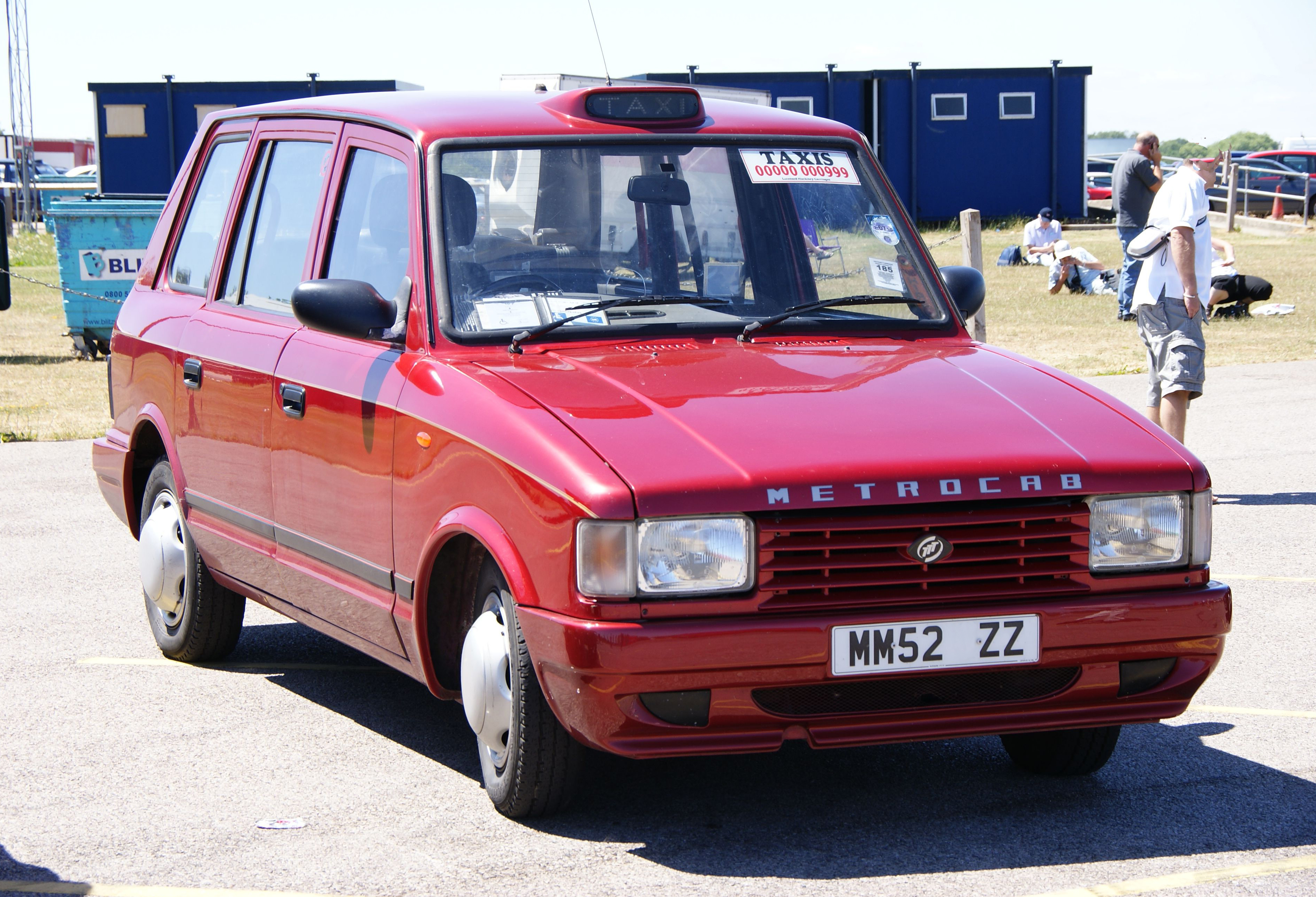
Metrocab TTT
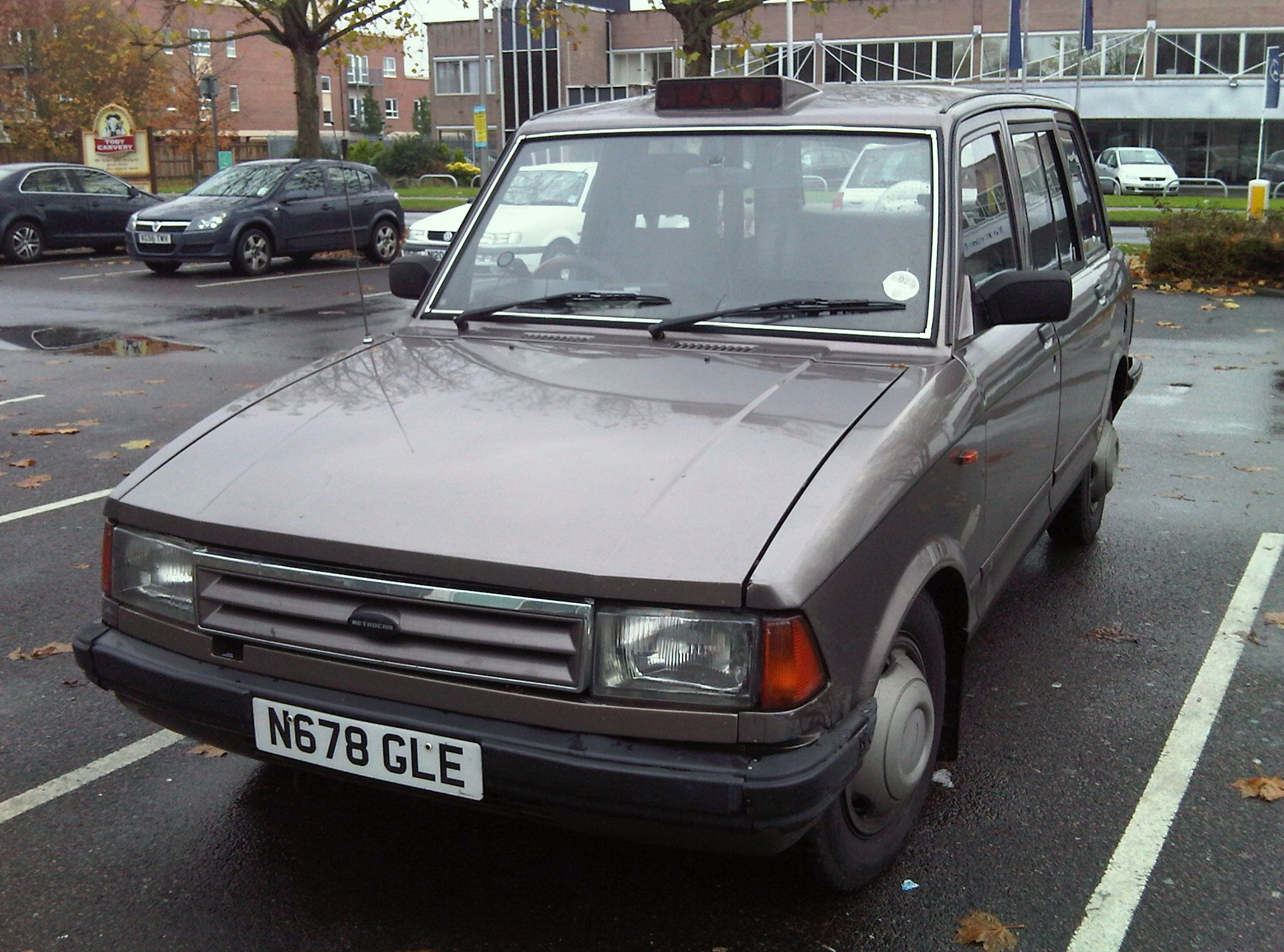
MCW Metrocab
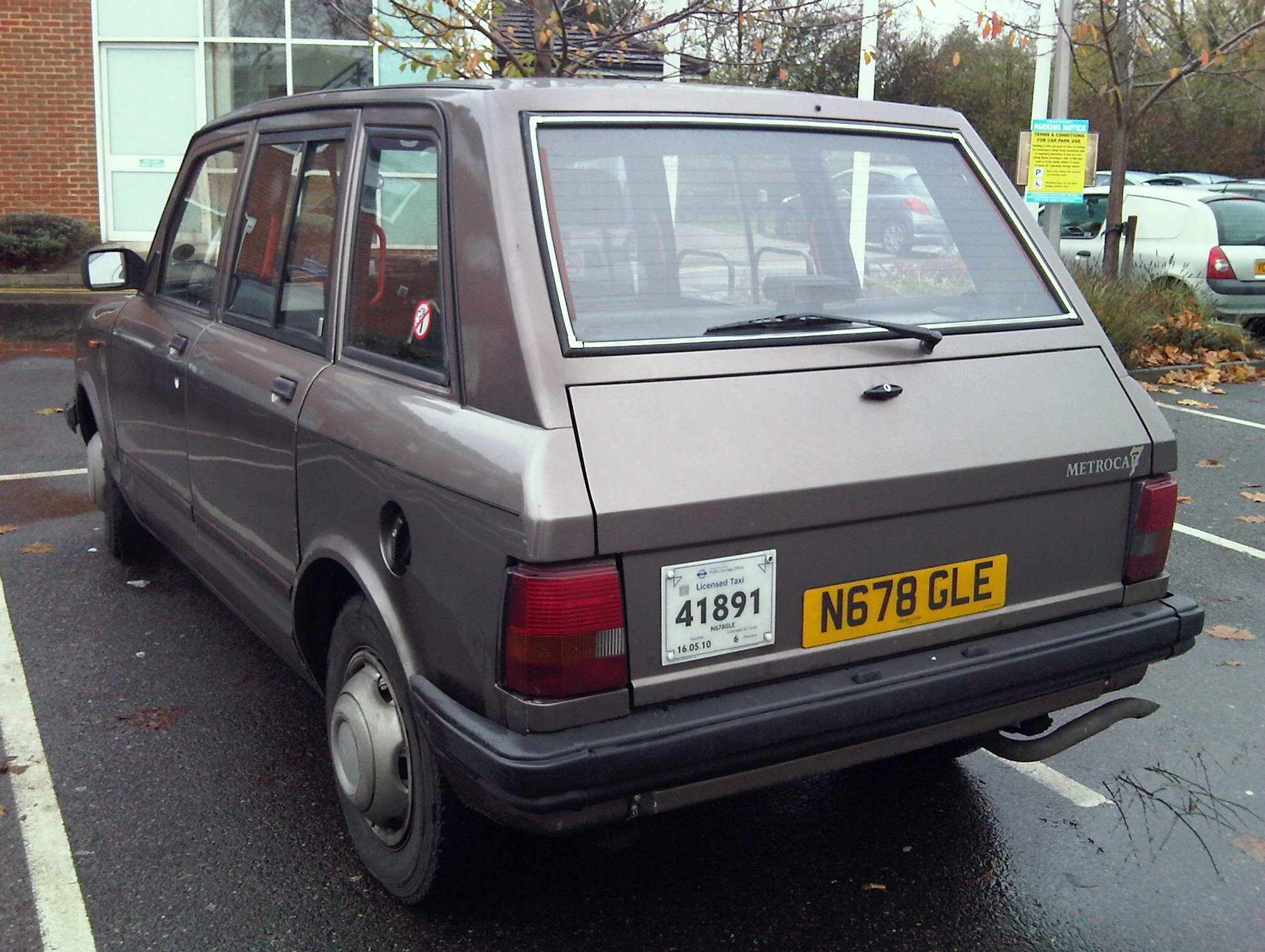
Вид сзади

## Второе поколение (Ecotive Metrocab; 2014–2021)
В 2014 году был представлен гибридный автомобиль Ecotive Metrocab, иногда называемый New Metrocab. Эксплуатация началась в начале 2015 года оператором ComCab. В мае того же года стало известно, что после инвестиций в размере 50000000 фунтов стерлингов компания Multimatic будет производить 3500 автомобилей в год в Ковентри.
В июне 2015 года компания LTC (London Taxi Company, ныне London EV Company) подала на Metrocab в суд иск о возмещении нарушения авторских прав. В январе 2016 года судья Арнольд отказал в иске, поскольку доказательств не было представлено.
29 ноября 2021 года производство автомобилей Ecotive Metrocab завершилось по причине закрытия завода.